# Bohuslav, Pavlohrad
Bohuslav (în ucraineană Богуслав) este o comună în raionul Pavlohrad, regiunea Dnipropetrovsk, Ucraina, formată numai din satul de reședință.

## Demografie
Componența lingvistică a satului Bohuslav
     Ucraineană (93,04%)
     Rusă (6,26%)
     Alte limbi (0,27%)
Conform recensământului din 2001, majoritatea populației satului Bohuslav era vorbitoare de ucraineană (93,04%), existând în minoritate și vorbitori de rusă (6,26%).